# Foals
Foals é uma banda de rock alternativo nascida em Oxford, Inglaterra. A banda assina com a Trangressive Records na Europa e com a Sub Pop nos Estados Unidos. Lançaram um Live EP dia 26 de fevereiro de 2007. O seu primeiro álbum chamado Antidotes foi lançado dia 24 de março de 2008 no Reino Unido e 8 de abril nos EUA, produzido por Dave Sitek. Apesar do som dance-punk, a banda mostra influências de math rock, techno, post-rock e minimalism.

## História

### Antidotes
Jack Bevan e Yannis Philippakis foram originalmente da banda "cult" de math rock "The Edmund Fitzgerald", que não ganhou muito interesse da mídia. O grupo se desfez depois que eles alegaram que as coisas tinham se tornado "séria demais" e que eles queriam  "Se divertir fazendo sua música".
Walter e Jimmy faziam parte de uma pequena banda de Oxford chamada "Face Meets Grill". Eles se conheceram e se formaram a partir de membros do Abingdon Boys School. Eles fizeram shows e em torno de Oxford e gravação de um EP de estreia em Hull. Depois de tocarem no Truck Festival em 2004 eles se separaram para seguir diferentes caminhos e carreiras.
O guitarrista Jimmy Smith é o único dos membros da banda ter concluído sua graduação, na Universidade de Hull: cada um dos membros da banda tiveram que encerrar seus cursos universidades, incluindo Yannis e Edwin deixando seus cursos de Inglês na Universidade de Oxford, quando a banda assinou contrato com a Transgressive Records por Mackereth Ben.
O vocalista do Youthmovies, Andrew Mears, originalmente formou a banda Foals, atuando como guitarrista e vocalista. Ele esteve presente no seu single de 7 "single" de estréia: "Try This On Your Piano/Look At My Furrows Of Worry", mas saiu pouco depois para se concentrar no álbum do Youthmovies Good Nature.
As influências musicais da banda são variadas, com os membros da banda citando um techno minimalista, Arthur Russell, bandas Krautrock, como Harmonia, e Talking Heads, The Jester People como suas principais fontes de inspiração. Seu estilo musical no entanto, pode ser mais directamente ligados a vários gêneros como o indie rock, dance-punk, math rock, post-punk e techno.
No início do Verão de 2007, a banda começou a trabalhar em seu álbum de estréia. Foi produzido por Dave Sitek do "TV On The Radio". A banda, no entanto, decidiu mixar o álbum no final deixando Sitek de fora da produção final, mas a banda afirma que fizeram uma cópia da fita master para Sitek, O primeiro comentario de Sitek sobre a mixagem foi que o som do álbum era "como se fosse gravado no Grand Canyon". Yannis afirmou várias vezes durante várias entrevistas que o Foals e Dave Sitek estão em boas condições, mesmo quando a cópia Sitek foi rejeitado pela banda. Foals lançou seu álbum de estréia, Antidotes em 24 de março de 2008 no Reino Unido e 8 de abril de 2008 nos EUA. O álbum foi um sucesso comercial no Reino Unido, estreando na posição # 3 no UK Albums Charts. O álbum foi um sucesso menor em outros países, como no Japão, França e Países Baixos.

### Total Life Forever
Em agosto de 2009, Foals começou a gravar seu segundo álbum em Svenska Grammofon Studion em Gotemburgo, na Suécia. O segundo álbum da banda, Total Life Forever, tem sido descrito pela banda como um som "prog tropical "e "como o sonho de uma águia morrendo ". A banda descreve o álbum como sendo "muito menos funk "que eles tinham planejado originalmente. O álbum foi produzido por Luke Smith, ex-Clor. O título do álbum tem o nome de um elemento da teoria de Ray Kurzweil, de singularidade. A banda do vocalista Yannis Philippakis indicou um interesse muito tempo em futurologia com ela informando inúmeras canções sobre o Total Life Forever.
Total Life Forever foi lançado em 10 de maio de 2010. Em 01 de março de 2010, o single promocional "Spanish Sahara" foi tocada no programa de Zane Lowe na Radio 1 07:30 (GMT). No site do Foals nessa mesma hora foi lançado o video dessa faixa.
Em 6 de março, a Total Life Forever site foi lançado oficialmente. Puzzles revelou imagens, letras de músicas e clipes de som das músicas do álbum, que foi toda criada por perto pelo amigo de Yannis ,Gary Gunn. O último clipe apareceu em 12 de março, e resultou com uma entrada de senha para acessar o site do Foals Foals. O site foi inaugurado em 13 de março e apresentou o conceito de arte nova e de mídia, incluindo amostras de músicas, fotos e vídeos. O álbum foi nomeado para o Mercury Prize 2010.
Single "This Orient"  foi lançado em 3 de maio de 2010 .

## Atual
Atualmente a banda Foals está em turnê com a banda norte-americana Red Hot Chili Peppers, os ingleses são encarregados de abrir os shows da banda californiana.
Em quase um ano, eles percorreram alguns países da Europa, América Central, América do Sul (incluindo o Brasil, em um show para pouco mais de 30.000 pessoas na Arena Anhembi, em São Paulo) e estão excursionando mais uma vez pela Europa.
Se apresentaram recentemente no Festival de Música Lollapalooza Brasil, no Jockey Club em São Paulo no dia 31 de março de 2013, nesse dia o festival teve um público de 60.000 pessoas.
A banda anunciou no dia 11 de junho o novo álbum, What Went Down, o disco foi lançado no dia 28 de agosto de 2015.
No dia 5 de janeiro de 2018 a banda anunciou a saída do baixista Walter Gervers por motivos pessoais mas que a saída foi amistosa e todos continuam amigos.

## Integrantes
- Yannis Philippakis – vocais, guitarra
- Jack Bevan – bateria
- Jimmy Smith – guitarra
- Edwin Congreave – teclado, backing vocais

## Discografia

### Álbuns
- Antidotes (2008) #3 UK
- Total Life Forever (2010)
- Holy Fire (2013)
- What Went Down (2015)
- Everything Not Saved Will Be Lost – Part 1 (2019)
- Everything Not Saved Will Be Lost – Part 2 (2019)
- Life Is Yours (2022)

### Video Álbuns
- Live at the Royal Albert Hall (20113)

### EPs
- Live EP (Transgressive Records, 26 Fevereiro 2007)
- Gold Gold Gold EP (Transgressive Records, 09 Setembro 2007)
- Rip up the Road: Live from Alexandra Palace (2019)

### Singles
- "Try This On Your Piano" (2006)
- "Hummer" (2007) UK
- "Mathletics" (2007) UK
- "Balloons" (2007) UK #39
- "Cassius" (2008) UK #26
- "Red Socks Pugie" (2008) UK #89
- "Spanish Sahara" (2008)
- "Miami" (2009)
- "This Orient" (2010)
- "Blue Blood" (2010)
- "Inhaler" (2012)
- "My Number* " (2013)
- "Late night* " (2013)
- "Bad Habit" (2013)
- "Out of the Woods" (2013)
- "What Went Down" (2015)
- "Mountain at My Gates" (2013)
- "Give It All" (2013)
- "Birch Tree" (2013)
- "Exits" (2019)
- "On the Luna" (2019)
- "Sunday" (2019)
- "In Degrees" (2019)
- "Black Bull" (2019)
- "The Runner" (2019)
- "Into the Surf" (2019)